# Genocidio de pueblos indígenas en Australia
El genocidio de los pueblos indígenas australianos se refiere a las acciones sistemáticas y deliberadas tomadas principalmente por los ingleses y sus descendientes, particularmente durante los siglos XVIII y XX, con el objetivo de erradicar las culturas, lenguas y pueblos aborígenes e isleños del Estrecho de Torres. Las motivaciones para el genocidio variaron e incluyeron motivaciones destinadas a preservar una «Australia blanca»,  o asimilar a las poblaciones indígenas «por su propio bien».
El genocidio de los indígenas australianos incluye asesinatos en masa durante las guerras fronterizas, traslados forzosos de niños (ahora conocidos como las Generaciones robadas) y políticas de asimilación forzada por parte del gobierno australiano que buscaban extinguir la identidad y las prácticas culturales de los indígenas australianos.

## Contexto histórico
La colonización de Australia por los británicos, a partir de 1788, marcó el comienzo de un impacto catastrófico en las poblaciones indígenas, que habían vivido continuamente en el continente durante unos 60.000 años antes del asentamiento europeo. Algunos de los impactos catastróficos sobre la población indígena se produjeron de manera algo inadvertida (por ejemplo, los causados por la introducción de enfermedades o el desplazamiento agrícola). Sin embargo, otros impactos sobre la población fueron más deliberados y los estudiosos modernos los describirían con justicia como actos históricos de genocidio.

## Actos de genocidio
Algunos actos de genocidio perpetrados contra indígenas australianos incluyeron:
1. Masacres:[10] particularmente en las guerras fronterizas, hubo numerosas masacres deliberadas, registradas y no registradas, de indígenas australianos por parte de colonos y de la policía estatal y las milicias australianas.[11] Estos actos a menudo se llevaron a cabo de forma preventiva o como represalia contra la resistencia violenta de los australianos indígenas a la ocupación de sus tierras.[12] En algunos casos, las masacres se llevaron a cabo simplemente por motivos de odio y prejuicio racial hacia el perpetrador.
2. Campañas de dispersión: algunos estudiosos han descrito las campañas de exterminio emprendidas en el siglo XIX, destinadas a dispersar y desplazar a los indígenas australianos de sus tierras, como una forma de genocidio.[13] Un ejemplo de esto fue una colaboración entre colonos blancos y el estado de Australia Occidental para borrar la presencia de australianos indígenas del suroeste de WA entre 1900 y 1940.[14]
3. Traslados forzosos: las políticas promulgadas por los gobiernos estatales australianos implicaron el alejamiento forzoso de niños indígenas de sus familias.[15][16] Un ejemplo bien conocido de esta práctica ha sido reconocido por el término «Generaciones Robadas»,[17] mediante el cual niños eran colocados en instituciones o adoptados por la fuerza por familias no indígenas con la intención de asimilarlos a la raza blanca. y desalentar las lenguas y culturas indígenas.[18] [19] Estas políticas fueron a veces llevadas a cabo por eugenistas, como AO Neville, y defendidas sobre la base de ostensibles «beneficios» otorgados a las víctimas de la práctica. Era una opinión común de principios del siglo XX que los australianos indígenas estaban desapareciendo.[20]
4. Políticas de asimilación: se diseñaron otras leyes y políticas para asimilar a los australianos indígenas a la sociedad europeo-australiana.[21] En muchas escuelas, los niños eran castigados por hablar su lengua materna. Se impusieron restricciones adicionales al movimiento, el matrimonio, el empleo y la práctica de ceremonias y sistemas legales tradicionales.[22] En conjunto, algunos académicos han argumentado que estas políticas son un acto de genocidio cultural. Algunos académicos se han opuesto a la caracterización de estas políticas posteriores a 1945 como de intención genocida y han argumentado que, en cambio, tenían como objetivo garantizar la supervivencia de los pueblos indígenas.[23]
5. Políticas culturales genocidas en curso: una minoría de académicos considera que las dinámicas de estructuración genocida continúan operando en Australia; sin embargo, las opiniones de estos académicos son una opinión minoritaria distinta en los estudios sobre genocidio y el discurso popular.[13]

## Legado y reconocimiento
El genocidio de los indígenas australianos ha dejado profundas cicatrices en las comunidades de Australia, con impactos continuos en el patrimonio cultural, los idiomas y los grupos étnicos. El reconocimiento de las injusticias históricas en Australia ha sido relativamente lento. Los esfuerzos por reconocer y reconciliar estas acciones comenzaron hacia finales del siglo XX y principios del XXI.
Un momento decisivo fue el informe Bringing Them Home, que contenía las conclusiones de la investigación del gobierno federal sobre la expulsión de miles de niños aborígenes. El informe sostenía que el Gobierno de la Commonwealth era culpable del delito de genocidio; bajo la Convención de la ONU que define el genocidio como «destrucción intencional de un grupo racial, religioso, nacional o étnico».
Desde 1998, Australia ha reconocido los daños causados a los australianos indígenas en el Día Nacional del Perdón el 26 de mayo.
Sigue existiendo un debate sobre la caracterización de los acontecimientos históricos que enfrentaron los indígenas australianos como una forma de «genocidio».Algunos argumentan que las acciones cumplen con la definición legal descrita en la Convención de las Naciones Unidas sobre Genocidio, mientras que otros expresan una opinión contraria. Académicos como Robert van Krieken han argumentado que el debate a menudo implica una disputa continua sobre cuán amplio debe entenderse el concepto de genocidio. Las concepciones estrechas del genocidio se limitan al asesinato, mientras que la definición más amplia incluye otras formas en que se puede «eliminar» a un grupo humano, incluida la destrucción de la identidad cultural. Algunos estudiosos han dicho en relación con esto que «el historial de Australia sobre los australianos indígenas es, en el mejor de los casos, ambiguo y, en el peor, un ejemplo de genocidio por eugenesia».

## Casos particulares

### Guerra Negra
La casi destrucción de la población aborigen de Tasmania ha sido descrita como un acto de genocidio por historiadores como Robert Hughes, James Boyce, Lyndall Ryan, Tom Lawson, Mohamed Adhikari, Benjamin Madley y Ashley Riley Sousa. El autor del concepto de genocidio, Raphael Lemkin, consideraba a Tasmania como el lugar de uno de los casos claros de genocidio del mundo y Hughes ha descrito la pérdida de los aborígenes de Tasmania como  «el único genocidio verdadero en la historia colonial inglesa».

### Genocidio aborigen de Queensland
Queensland representa la frontera colonial más sangrienta de Australia. Así, los registros de Queensland documentan los informes más frecuentes de tiroteos y masacres de indígenas y de la fuerza policial fronteriza de peor reputación. Por ello, algunas fuentes han caracterizado estos acontecimientos como un «genocidio aborigen de Queensland». En 2009, el profesor Raymond Evans calculó que las muertes de indígenas causadas sólo por la Fuerza de Policía Nativa de Queensland eran no menos de 24.000.

## Estado actual
Algunos académicos han argumentado que el genocidio contra los indígenas australianos continúa, especialmente a través de políticas culturales destructivas contemporáneas.